# ACT

Логотип ACT

ACT (англ. American College Testing «Американское тестирование») — стандартизированный тест для поступления в колледжи и университеты США, а также при переводе из одного в другой. Впервые был проведен в ноябре 1959 года Эвереттом Линдквистом в качестве конкурента к SAT. Исторически состоит из четырёх тестов: английский, чтение, математика и научное рассуждение. В феврале 2005 появилась возможность опционально сдать письменный тест (месяц спустя подобный раздел появился и в SAT). Все колледжи и университеты с четырьмя годами обучения принимают результаты ACT, но некоторые из них также могут востребовать дополнительные сведения об успеваемости.

## Функции
ACT, Inc. сообщает, что экзамен ACT измеряет общие знания студента, поступающего в старшие классы, и возможность выполнять задания уровня колледжа через тесты по разным областям: английский, математика, чтение и естественные науки. Опциональный письменный тест показывает возможность верно строить свою речь и писать короткие эссе. Основные результаты ACT могут дать показатель готовности к колледжу, а оценки в каждом из дополнительных тестов показывают базовый уровень по английскому, алгебре, социальным наукам, гуманитарным наукам или биологии.

## Использование

Карта популярности ' и ' в США от 2006 года

ACT чаще всего сдаётся учениками со Среднего Запада и южных штатов, в то время как SAT более популярен на восточных (хотя ранее и там превалировал ACT) и западных побережьях США. Использование результатов ACT учебными заведениями возросло в результате большого количества критики в адрес конкурента. Общество Менса, организация для людей с высоким коэффициентом интеллекта, также принимает результаты ACT (до сентября 1989 и не меньше 29 баллов) при вступлении в общество. Общество тройной девятки принимает результаты от 32 баллов при сдаче экзамена до октября 1989, и результат выше 34 при сдаче экзамена позже.

## Структура
Большей своей частью ACT состоит из тестов с четырьмя вариантами ответа. Предметные тесты: английский, математика, чтение и научное размышление. Каждый предметный тест оценивается по шкале от 1 до 36 баллов. Английский, математика и тесты на чтение имеют и дополнительные результаты от 1 до 18 (они никак не связаны с общей оценкой за предметный тест). «Общий результат» — это сумма всех четырёх тестов. Дополнительно можно сдать письменный тест, который оценивается по шкале от 2 до 12 баллов, объединённый результат по письменному тесту и тесту по английскому языку варьируется от 1 до 36. Также могут прилагаться от одного до четырёх комментариев к эссе от проверяющих. Письменный тест на общий результат не влияет.
За каждый верный ответ на «временный счет» начисляется один балл, за неверные ответы баллы не снимаются. Для улучшения результатов теста студент может его пересдать, по статистике, 55 % пересдавших ACT улучшили свой результат, у 22 % он остался тем же, а 23 % сдали хуже, чем раньше.

### Английский
Тест из 75 вопросов содержит 5 отрывков текстов с некоторым подчёркнутыми предложениями на одной странице и указания исправить подчёркнутые части на другой. Одна часть вопросов ориентирована на форматирование текста и пунктуацию — запятые, апострофы, двоеточия и т. д. Другая часть проверяет риторические способности — стиль (ясность и краткость) и организацию текста. Тест длится 45 минут.

### Математика
Состоит из 60 тестовых вопросов, из которых:
- 14 оценивают начальные знания о математике,
- 10 оценивают знания по элементарной алгебре,
- 9 — линейной алгебре,
- 14 — евклидовой геометрии,
- 9 — аналитической геометрии,
- 4 — элементарной тригонометрии.

Калькуляторы разрешены, но, в отличие от SAT, запрещены программируемые. Тест длится 1 час, но в ACT дано пять вариантов ответа вместо четырёх.

### Чтение
Состоит из 40 вопросов на понимание четырёх представленных отрывков (взятых из книг и журналов):
- Первый представляет собой часть литературного произведения (короткие произведения и новеллы)
- Второй касается общественных (история, экономика, психология, политология и антропология) наук
- Третий затрагивает гуманитарные (искусство, архитектура, танцы) науки
- Четвёртый относится к естественным (биология, химия, физика) наукам

Тест длится 35 минут.

### Научное размышление
Научное размышление — 35-минутный тест с 40 вопросами. Вопросы проверяют умение толковать, анализировать, оценивать, рассуждать, и решать задачи. Даются 7 отрывков научных текстов (по биологии, географии, химии и физике). Почти все отрывки взяты из научных исследований, но один из них — противоположные точки зрения нескольких разных учёных на какое-либо явление. К каждому отрывку, где материал порой бывает сложным для понимания, приставлены 5-7 простых вопросов. В общем тест имеет три направления:
- Представление — нужно понять и оценить информацию
- Итог исследований — нужно вникнуть и проанализировать объект исследований
- Конфликтные точки зрения — нужно оценить две или три альтернативные гипотезы, теории или точки зрения на какие-нибудь заметные явления.[4]

### Письменный тест
Письменный тест всегда сдаётся в конце экзамена и длится 30 минут. Все эссе должны быть на определенную тему, обычно социальную. Письменный тест не влияет на общий результат. Вместо этого создан совместный результат Английский тест/Письменный тест. Если студент плохо напишет эссе, то этот смешанный балл упадёт максимум на 2 единицы. Конкретная структура эссе не определена.
Два натренированных сотрудника оценивают работу от 1 до 6 баллов, «0» ставится в случае, когда эссе не написано, не на английском, написано не карандашом № 2 или невозможно разобрать написанное. Итоговый результат — сумма двух оценок. Если оценки двух проверяющих различаются более чем на один балл, то назначается третий, который определит конечный результат.
Хотя этот тест опциональный, многие учебные заведения запрашивают его для поступления и оценка за эссе может повлиять на решение о поступлении.

### Результаты
Средний общий балл ACT равен 18 баллам со стандартным отклонением в 6 баллов в обе стороны, но эта статистика меняется из года в год.
Ниже приведена таблица средних результатов за 2009 год.
| Раздел              | Число вопросов | Время (в минутах) | Средний результат | Мин.балл для приёма | Что тестируется                           |
| ------------------- | -------------- | ----------------- | ----------------- | ------------------- | ----------------------------------------- |
| Английский          | 75             | 45                | 20.6              | 18                  | форматирование, пунктуация, риторика      |
| Математика          | 60             | 60                | 21.0              | 22                  | алгебра и геометрия                       |
| Чтение              | 40             | 35                | 21.4              | 21                  | понимание прочитанного                    |
| Научное размышление | 40             | 35                | 20.9              | 24                  | умение сделать вывод, размышление, анализ |
| Письменный тест     | 1 эссе         | 30                | 7.7               |                     | умение излагать мысли на бумаге           |
| Общий результат     |                |                   | 21.1              |                     |                                           |

## Сдача теста
ACT в США сдаётся от 4 до 6 раз в год (зависимо от штата): в сентябре, октябре, декабре, феврале, апреле и июне. Обычно проходит в субботу, но те, кого это не устраивает, могут сдать в другой день недели.
Сдающие вносят платеж: $33 за обычный тест, $48 за тест со включением письменной части.
Студенты с ограниченными физическими возможностями имеют право сдать экзамен на дому, также они имеют право запросить продление времени на написание теста, обычно время увеличивается на 50 %. Изначально в итоговом листе результатов помечалось наличие запроса на подобное продление, но после принятия конгрессом «Закона об инвалидах» пометка была устранена.
Результаты отправляются студенту, его школе и колледжам, куда запросил студент (не более чем в 4 бесплатно. Если больше 4, нужно доплачивать).